# Orbitographie
En astronautique, l'orbitographie désigne la détermination des éléments orbitaux d'un satellite artificiel.
Deux problèmes célèbres d'orbitographie sont : 
- le problème de Gauss qui consiste à déterminer l'orbite, puis le mouvement d'un corps, connaissant 3 positions successives, {\displaystyle P_{1}}, {\displaystyle P_{2}} et {\displaystyle P_{3}}. C'est en retrouvant Cérès en 1801, à partir de données parcellaires recueillies en janvier 1801, que Gauss se fait connaître. Ce problème a donc été baptisé en son honneur.
- le problème de Lambert qui consiste à déterminer le mouvement d'un corps connaissant deux ensembles successifs de positions et dates, {{\displaystyle P_{1}},{\displaystyle t_{1}}} et {{\displaystyle P_{2}},{\displaystyle t_{2}}}.

## Problème de Gauss
Il peut aujourd'hui être traité avec les vecteurs, inventés par Gibbs vers 1890.
En désignant par {\displaystyle O} le point d'où sont faites les observations, les 3 vecteurs {\displaystyle {\overrightarrow {OP_{1}}}}, {\displaystyle {\overrightarrow {OP_{2}}}} et {\displaystyle {\overrightarrow {OP_{3}}}} définissent le plan de la trajectoire. Leur surabondance permet d'affiner cette définition par la méthode des moindres carrés. On peut alors définir le vecteur unitaire perpendiculaire à ce plan, {\displaystyle {\vec {k}}} .
Soit à trouver la direction du périgée, vecteur unitaire {\displaystyle {\vec {i}}} ; la direction orthogonale {\displaystyle {\vec {j}}} = {\displaystyle {\vec {k}}\times {\vec {i}}} complète le trièdre.

### Théorème 1 de Gibbs
Le vecteur de Gauss-Gibbs, {\displaystyle {\vec {G}}}, défini par trois vecteurs de position, {\displaystyle {\vec {r_{1}}},{\vec {r_{2}}},{\vec {r_{3}}}}, pointe vers la direction {\displaystyle {\vec {j}}} (semi-petit axe) et peut donc s'écrire {\displaystyle \|{\vec {G}}\|\,{\vec {j}}}.
{\displaystyle {\begin{aligned}{\vec {G}}&={\overrightarrow {OP_{1}}}(r_{2}-r_{3})+{\overrightarrow {OP_{2}}}(r_{3}-r_{1})+{\overrightarrow {OP_{3}}}(r_{1}-r_{2})\\&={\overrightarrow {r_{1}}}(r_{2}-r_{3})+{\overrightarrow {r_{2}}}(r_{3}-r_{1})+{\overrightarrow {r_{3}}}(r_{1}-r_{2})\\&=\|{\vec {G}}\|\,{\vec {j}}\\\end{aligned}}}.
Soient la demi-ellipse et sur elle, {\displaystyle P_{0}} le périgée, {\displaystyle H} le point de l'ellipse tel que {\displaystyle {\overrightarrow {OH}}\parallel {\vec {j}}}, {\displaystyle B} le point du petit axe, et {\displaystyle A} l'apogée : on peut pour vérification, calculer les 4 vecteurs de Gibbs correspondant à 3 parmi 4 de ces positions. Cela permet d'acquérir de "l'intuition".
Le théorème de Gibbs permet donc d'accéder à l'angle  {\displaystyle \theta _{1}} =({\displaystyle {\overrightarrow {OP_{0}}}},{\displaystyle {\overrightarrow {OP_{1}}}}), ainsi que les deux autres. Soient 3 équations type {\displaystyle p=r_{1}+e\cdot r_{1}\cdot \cos(\theta _{1})} , qui permettent, par moindres carrés de trouver {\displaystyle p} et {\displaystyle e} ; ce qui achève la détermination de l'orbite. Il faut évidemment au moins une date pour finir le problème du mouvement.
Remarque : l'intuition de Gauss était que:
{\displaystyle e={\frac {\|G\|}{2\cdot AireTriangle(P1P2P3)}}={\frac {\|G\|}{\left\|{\overrightarrow {P_{1}P_{2}}}\times {\overrightarrow {P_{1}P_{3}}}\right\|}}}.
Le théorème 2 de Gibbs permet de confirmer cette solution.
Seul le cas de 3 points se succédant sur une demi-ellipse est traité ; si le décalage temporel dépasse la demi-période, il convient de prendre en compte la disposition des points.

#### Démonstration
On appelle vecteur excentricité le vecteur {\displaystyle {\vec {e}}={\frac {\vec {CO}}{a}}}, {\displaystyle C} étant le centre de l'ellipse. Ce vecteur est donc {\displaystyle {\vec {e}}=e{\vec {i}}}.
On rappelle que c'est un invariant (SO4) du problème de Kepler :
{\displaystyle {\vec {e}}={\frac {{\vec {v}}\times {\vec {L_{0}}}}{GMm}}-{\frac {\vec {r}}{r}}={\frac {{\vec {v}}\times {\vec {h}}}{\mu }}-{\frac {\vec {r}}{r}}},
({\displaystyle L_{0}} étant le  moment cinétique. {\displaystyle {\vec {h}}={\frac {\vec {L_{0}}}{m}},\mu =GM}.)
et en particulier, comme vu plus haut : {\displaystyle p-r={\vec {e}}\cdot {\vec {r}}}.
Calculer {\displaystyle {\vec {G}}\cdot {\vec {e}}} : il vient {\displaystyle (p-r_{1})(r_{2}-r_{3})+(p-r_{2})(r_{3}-r_{1})+(p-r_{3})(r_{1}-r_{2})=0}. Donc, {\displaystyle {\vec {G}}} et {\displaystyle {\vec {j}}} sont dans la même direction (demi-petit axe), an peut donc s'écrire : {\displaystyle {\vec {G}}=\|{\vec {G}}\|\,{\vec {j}}}.

### Théorème 2 de Gibbs
Soit le vecteur d'aire défini par les trois vecteurs de position :
{\displaystyle {\vec {A}}} = {\displaystyle {\vec {r_{1}}}\times {\vec {r_{2}}}+{\vec {r_{2}}}\times {\vec {r_{3}}}+{\vec {r_{3}}}\times {\vec {r_{1}}}=\|{\vec {A}}\|\,{\vec {k}}} ;
alors
{\displaystyle {\begin{aligned}{\vec {A}}\times {\vec {e}}={\vec {G}}\end{aligned}}}
e = {\displaystyle {\frac {\|{\vec {G}}\|}{\|{\vec {A}}\|}}}.

#### Démonstration
Puisque les produits croisés avec {\displaystyle {\vec {e}}}, en considérant que {\displaystyle {\vec {e}}\cdot {\vec {r}}=p-r}, nous avons:
{\displaystyle {\begin{aligned}({\vec {r_{1}}}\times {\vec {r_{2}}})\times {\vec {e}}&=p({\vec {r_{2}}}-{\vec {r_{1}}})+r_{2}{\vec {r_{1}}}-r_{1}{\vec {r_{2}}}\\({\vec {r_{2}}}\times {\vec {r_{3}}})\times {\vec {e}}&=p({\vec {r_{3}}}-{\vec {r_{2}}})+r_{3}{\vec {r_{2}}}-r_{2}{\vec {r_{3}}}\\({\vec {r_{3}}}\times {\vec {r_{1}}})\times {\vec {e}}&=p({\vec {r_{1}}}-{\vec {r_{3}}})+r_{1}{\vec {r_{3}}}-r_{3}{\vec {r_{1}}}\\\end{aligned}}}.
Par conséquent,
{\displaystyle {\begin{aligned}{\vec {A}}\times {\vec {e}}&=(r_{2}-r_{3}){\vec {r_{1}}}+(r_{3}-r_{1}){\vec {r_{2}}}+(r_{1}-r_{2}){\vec {r_{3}}}\\&={\vec {G}}\end{aligned}}}
Les vecteurs {\displaystyle {\vec {r_{1}}}\times {\vec {r_{2}}},{\vec {r_{2}}}\times {\vec {r_{3}}},{\vec {r_{3}}}\times {\vec {r_{1}}}} et leur somme {\displaystyle {\vec {A}}} sont perpendiculaires au plan orbital.
Donc
{\displaystyle {\vec {A}}\times {\vec {e}}=\|{\vec {A}}\|\|{\vec {e}}\|\sin(90^{\circ })\,{\vec {j}}=\|{\vec {A}}\|\,\,e\,{\vec {j}}}
{\displaystyle e={\frac {\|{\vec {A}}\times {\vec {e}}\|}{\|{\vec {A}}\|}}={\frac {\|G\|}{\|{\vec {A}}\|}}}

### Théorème 3 de Gibbs
Soit enfin le vecteur-volume des aires pondérées : 
{\displaystyle {\vec {V}}=({\vec {r_{1}}}\times {\vec {r_{2}}})\cdot r_{3}+({\vec {r_{2}}}\times {\vec {r_{3}}})\cdot r_{1}+({\vec {r_{3}}}\times {\vec {r_{1}}})\cdot r_{2}=\|{\vec {V}}\|\,{\vec {k}}}.
Ensuite, le semi-latus rectum, {\displaystyle p}, de l'orbite peut être dérivé des vecteurs {\displaystyle {\vec {V}}} et {\displaystyle {\vec {A}}} définis précédemment,
{\displaystyle p={\frac {\vec {V}}{\vec {A}}}={\frac {\|{\vec {V}}\|}{\|{\vec {A}}\|}}}.
De plus, le moment cinétique spécifique, {\displaystyle h}, du corps en orbite sera lié aux deux vecteurs par :
{\displaystyle h={\sqrt {\frac {\mu \|{\vec {V}}\|}{\|{\vec {A}}\|}}}}.

#### Démonstration
Les 3 vecteurs de position sont coplanaires. Ils peuvent donc s'écrire :
{\displaystyle {\begin{aligned}{\vec {r_{1}}}\times {\vec {r_{2}}}&=a_{12}\,{\vec {k}}\Rightarrow a_{12}={\vec {r_{1}}}\times {\vec {r_{2}}}\cdot {\vec {k}}\\{\vec {r_{2}}}\times {\vec {r_{3}}}&=a_{23}\,{\vec {k}}\Rightarrow a_{23}={\vec {r_{2}}}\times {\vec {r_{3}}}\cdot {\vec {k}}\\{\vec {r_{3}}}\times {\vec {r_{1}}}&=a_{31}\,{\vec {k}}\Rightarrow a_{31}={\vec {r_{3}}}\times {\vec {r_{1}}}\cdot {\vec {k}}\\\end{aligned}}}
où {\displaystyle {\vec {k}}} est le vecteur unitaire perpendiculaire au plan orbital
{\displaystyle {\vec {k}}={\frac {{\vec {r_{1}}}\times {\vec {r_{2}}}}{\|{\vec {r_{1}}}\times {\vec {r_{2}}}\|}}={\frac {{\vec {r_{2}}}\times {\vec {r_{3}}}}{\|{\vec {r_{2}}}\times {\vec {r_{3}}}\|}}={\frac {{\vec {r_{3}}}\times {\vec {r_{1}}}}{\|{\vec {r_{3}}}\times {\vec {r_{1}}}\|}}}.
On suppose en outre qu'il a la même direction que le vecteur moment cinétique.
Les trois vecteurs étant indépendants, il existe des coefficients {\displaystyle (\lambda _{1},\lambda _{2},\lambda _{3})} tels que leur combinaison linéaire soit un vecteur nul.
{\displaystyle \lambda _{1}\,{\vec {r_{1}}}+\lambda _{2}\,{\vec {r_{2}}}+\lambda _{3}\,{\vec {r_{3}}}={\vec {0}}}.
En prenant le produit scalaire de cette équation avec {\displaystyle {\vec {e}}}, et en considérant {\displaystyle {\vec {e}}\cdot {\vec {r}}=p-r}, nous avons:
{\displaystyle p\,\,(\lambda _{1}+\lambda _{2}+\lambda _{3})=\lambda _{1}\,r_{1}+\lambda _{2}\,r_{2}+\lambda _{3}\,r_{3}}, et
{\displaystyle p={\frac {\lambda _{1}\,r_{1}+\lambda _{2}\,r_{2}+\lambda _{3}\,r_{3}}{\lambda _{1}+\lambda _{2}+\lambda _{3}}}}.
Si les produits croisés de l'équation ci-dessus avec {\displaystyle {\vec {r_{1}}},{\vec {r_{2}}},{\vec {r_{3}}}} sont pris, respectivement. Nous avons:
{\displaystyle \lambda _{1}\,{\vec {r_{1}}}\times {\vec {r_{1}}}+\lambda _{2}\,{\vec {r_{2}}}\times {\vec {r_{1}}}+\lambda _{3}\,{\vec {r_{3}}}\times {\vec {r_{1}}}={\vec {0}}}
{\displaystyle \lambda _{1}\,{\vec {r_{1}}}\times {\vec {r_{2}}}+\lambda _{2}\,{\vec {r_{2}}}\times {\vec {r_{2}}}+\lambda _{3}\,{\vec {r_{3}}}\times {\vec {r_{2}}}={\vec {0}}}
{\displaystyle \lambda _{1}\,{\vec {r_{1}}}\times {\vec {r_{3}}}+\lambda _{2}\,{\vec {r_{2}}}\times {\vec {r_{3}}}+\lambda _{3}\,{\vec {r_{3}}}\times {\vec {r_{3}}}={\vec {0}}},
et
{\displaystyle {\begin{aligned}-\lambda _{2}\,a_{12}+\lambda _{3}\,a_{31}&=0\\+\lambda _{1}\,a_{12}-\lambda _{3}\,a_{23}&=0\\-\lambda _{1}\,a_{31}+\lambda _{2}\,a_{23}&=0\end{aligned}}}.
Ainsi, (avec une constante arbitraire k)
{\displaystyle {\begin{aligned}\lambda _{1}\ =k\cdot a_{23}=k\cdot {\vec {r_{2}}}\times {\vec {r_{3}}}\cdot {\vec {u_{3}}}\\\lambda _{2}\ =k\cdot a_{31}=k\cdot {\vec {r_{3}}}\times {\vec {r_{1}}}\cdot {\vec {u_{3}}}\\\lambda _{3}\ =k\cdot a_{12}=k\cdot {\vec {r_{1}}}\times {\vec {r_{2}}}\cdot {\vec {u_{3}}}\end{aligned}}}.
Par conséquent,
{\displaystyle {\begin{aligned}p&={\frac {\lambda _{1}\,r_{1}+\lambda _{2}\,r_{2}+\lambda _{3}\,r_{3}}{\lambda _{1}+\lambda _{2}+\lambda _{3}}}\\&={\frac {({\vec {r_{2}}}\times {\vec {r_{3}}})\,r_{1}+({\vec {r_{3}}}\times {\vec {r_{1}}})\,r_{2}+({\vec {r_{1}}}\times {\vec {r_{2}}})\,r_{3}}{({\vec {r_{2}}}\times {\vec {r_{3}}})+({\vec {r_{3}}}\times {\vec {r_{1}}})+({\vec {r_{1}}}\times {\vec {r_{2}}})}}\\&={\frac {\vec {V}}{\vec {A}}}={\frac {\vec {\|V\|}}{\vec {\|A\|}}}\end{aligned}}}
De plus, à partir des lois du mouvement de Newton et de l'équation de la trajectoire orbitale, on sait que :
{\displaystyle p={\frac {h^{2}}{\mu }}}
Par conséquent, grâce au pontage de {\displaystyle p}, la relation entre {\displaystyle h} et [{\displaystyle {\vec {A}},{\vec {V}}}] peut être facilement dérivée:
{\displaystyle {\begin{aligned}p&={\frac {\vec {V}}{\vec {A}}}={\frac {\|{\vec {V}}\|}{\|{\vec {A}}\|}}={\frac {h^{2}}{\mu }}\\\Rightarrow h&={\sqrt {\frac {\mu \|{\vec {V}}\|}{\|{\vec {A}}\|}}}\end{aligned}}}
Et on voit que les vecteurs auxiliaires, [{\displaystyle {\vec {A}},{\vec {V}}}], définis par les trois vecteurs de position observés, relient magiquement la propriété géométrique de l'orbite, {\displaystyle p}, au paramètre dynamique du mouvement, {\displaystyle h}.

### Détermination du Vecteur Vitesse
On peut ensuite calculer le vecteur vitesse en chacun des 3 points via le vecteur-excentricité.
L'astuce consiste à prendre le produit croisé de {\displaystyle {\vec {k}}} et {\displaystyle {\vec {k}}}, de sorte que l'expression du vecteur vitesse {\displaystyle {\vec {v}}} puisse être révélée.
Les étapes pour calculer le vecteur vitesse sont listées comme suit:
{\displaystyle {\begin{aligned}{\vec {e}}&={\frac {{\vec {v}}\times {\vec {h}}}{\mu }}-{\frac {\vec {r}}{r}}\\{\vec {k}}\times {\vec {e}}&={\frac {{\vec {k}}\times ({\vec {v}}\times {\vec {h}})}{\mu }}-{\vec {k}}\times {\frac {\vec {r}}{r}}\\&={\frac {({\vec {k}}\cdot {\vec {h}}){\vec {v}}-({\vec {k}}\cdot {\vec {v}}){\vec {h}}}{\mu }}-{\vec {k}}\times {\frac {\vec {r}}{r}}\\{\vec {k}}\times e{\vec {i}}&={\frac {({\vec {k}}\cdot h{\vec {k}}){\vec {v}}}{\mu }}-{\vec {k}}\times {\frac {\vec {r}}{r}}\\e{\vec {j}}&={\frac {h{\vec {v}}}{\mu }}-{\vec {k}}\times {\frac {\vec {r}}{r}}\\\end{aligned}}}.
En conséquence, nous avons l'équation suivante pour le vecteur de vitesse, en termes de paramètre gravitationnel et de vecteur de position:
{\displaystyle {\vec {v}}={\frac {\mu }{h}}(e{\vec {j}}+{\vec {k}}\times {\frac {\vec {r}}{r}})}
({\displaystyle \mu } est le paramètre gravitationnel standard).
Selon les théorèmes précédents, nous avons,
{\displaystyle e={\frac {\|{\vec {G}}\|}{\|{\vec {A}}\|}}},
et
{\displaystyle h={\sqrt {\frac {\mu \|{\vec {V}}\|}{\|{\vec {A}}\|}}}}
Par conséquent,
{\displaystyle {\begin{aligned}{\vec {v}}&={\sqrt {\frac {\mu \|{\vec {A}}\|}{\|{\vec {V}}\|}}}({\frac {\|{\vec {G}}\|}{\|{\vec {A}}\|}}{\vec {j}}+{\vec {k}}\times {\frac {\vec {r}}{r}})\\&={\sqrt {\frac {\mu \|{\vec {A}}\|}{\|{\vec {V}}\|}}}({\frac {\vec {G}}{\|{\vec {A}}\|}}+{\frac {\vec {A}}{\|{\vec {A}}\|}}\times {\frac {\vec {r}}{r}})\\&={\sqrt {\frac {\mu }{\|{\vec {V}}\|\,\|{\vec {A}}\|}}}\,\,({\vec {G}}+{\vec {A}}\times {\frac {\vec {r}}{r}})\\\end{aligned}}}.

### Vecteur Vitesse à partir de Trois Vecteurs Position
En résumé, le vecteur vitesse {\displaystyle {\vec {v}}} peut être exprimé en fonction des vecteurs {\displaystyle {\vec {G}},{\vec {A}},{\vec {V}}}, définis par les trois vecteurs position observés, comme suit:
{\displaystyle {\vec {v}}={\sqrt {\frac {\mu }{\|{\vec {V}}\|\,\|{\vec {A}}\|}}}\,\,({\vec {G}}+{\frac {{\vec {A}}\times {\vec {r}}}{r}})}.
Une preuve alternative pour ce formulaire est décrite ici.
L'astuce consiste à utiliser la relation {\displaystyle {\vec {G}}={\vec {A}}\times {\vec {e}}} et la relation entre {\displaystyle {\vec {e}}} et {\displaystyle [{\vec {v}},{\vec {r}}]} pour trouver la relation fonctionnelle entre {\displaystyle [{\vec {v}},{\vec {r}}]} et {\displaystyle [{\vec {G}},{\vec {A}},{\vec {V}}]}.
{\displaystyle {\begin{aligned}{\vec {e}}&={\frac {{\vec {v}}\times {\vec {h}}}{\mu }}-{\frac {\vec {r}}{r}}\\{\vec {A}}\times {\vec {e}}&={\frac {{\vec {A}}\times ({\vec {v}}\times {\vec {h}})}{\mu }}-{\vec {A}}\times {\frac {\vec {r}}{r}}\\&={\frac {({\vec {A}}\cdot {\vec {h}}){\vec {v}}-({\vec {A}}\cdot {\vec {v}}){\vec {h}}}{\mu }}-{\vec {A}}\times {\frac {\vec {r}}{r}}\\{\vec {G}}&={\frac {({\vec {A}}\cdot h{\vec {k}}){\vec {v}}}{\mu }}-{\vec {A}}\times {\frac {\vec {r}}{r}}\\{\vec {v}}&={\frac {\mu }{({\vec {A}}\cdot h{\vec {k}})}}({\vec {G}}+{\vec {A}}\times {\frac {\vec {r}}{r}})\\\end{aligned}}}.
Par conséquent, le vecteur vitesse peut également être exprimé par:
{\displaystyle {\begin{aligned}{\vec {v}}&={\frac {\mu }{\|{\vec {A}}\|\cdot h}}({\vec {G}}+{\vec {A}}\times {\frac {\vec {r}}{r}})\\\end{aligned}}}.
Le théorème précédent montre que {\displaystyle h} et {\displaystyle [{\vec {V}},{\vec {A}}]} sont liés par:
{\displaystyle h={\sqrt {\frac {\mu \|{\vec {V}}\|}{\|{\vec {A}}\|}}}}
Enfin, à travers les trois vecteurs auxiliaires {\displaystyle {\vec {G}},{\vec {A}},{\vec {V}}}, définis par les trois vecteurs position, le vecteur vitesse peut s'exprimer en fonction des vecteurs position:
{\displaystyle {\begin{aligned}{\vec {v}}&={\frac {\mu }{\|{\vec {A}}\|\cdot h}}({\vec {G}}+{\vec {A}}\times {\frac {\vec {r}}{r}})\\&={\frac {\mu }{\|{\vec {A}}\|}}{\sqrt {\frac {\|{\vec {A}}\|}{\mu \|{\vec {V}}\|}}}({\vec {G}}+{\vec {A}}\times {\frac {\vec {r}}{r}})\\{\vec {v}}&={\sqrt {\frac {\mu }{\|{\vec {A}}\|\|V\|}}}({\vec {G}}+{\vec {A}}\times {\frac {\vec {r}}{r}}).\\\end{aligned}}}

## Problème de Lambert
Travail en 1760 : déterminer le mouvement connaissant deux évènements.
Plummer (An introductory treatise on dynamical astronomy , 1960, ed Dover) donne la solution analytique de ce problème. Pollard (Celestial Mechanics, 1966, ed Prentice-Hall) y fait référence.
Guiziou () propose l'élégante solution suivante : se ramener au problème de Gauss.
Plus précisément, soit {\displaystyle P_{1}} et {\displaystyle P_{3}} les 2 points. On définit le point {\displaystyle P_{2}} par : {\displaystyle {\overrightarrow {OP_{2}}}=k({\overrightarrow {OP_{1}}}+{\overrightarrow {OP_{3}}})}, avec {\displaystyle k} pour le moment indéterminé. On est ainsi ramené au problème de Gauss-Gibbs. Il n'y a qu'un seul {\displaystyle k} qui donne une durée {\displaystyle t_{3}-t_{1}} pour décrire l'arc d'ellipse de {\displaystyle P_{1}} en {\displaystyle P_{3}} : on résout numériquement l'équation {\displaystyle t_{3}-t_{1}=f(k)} ce qui donne {\displaystyle k} et achève le problème.

## Référence
Droit français : arrêté du 20 février 1995 relatif à la terminologie des sciences et techniques spatiales.